# Hacienda Guzmán

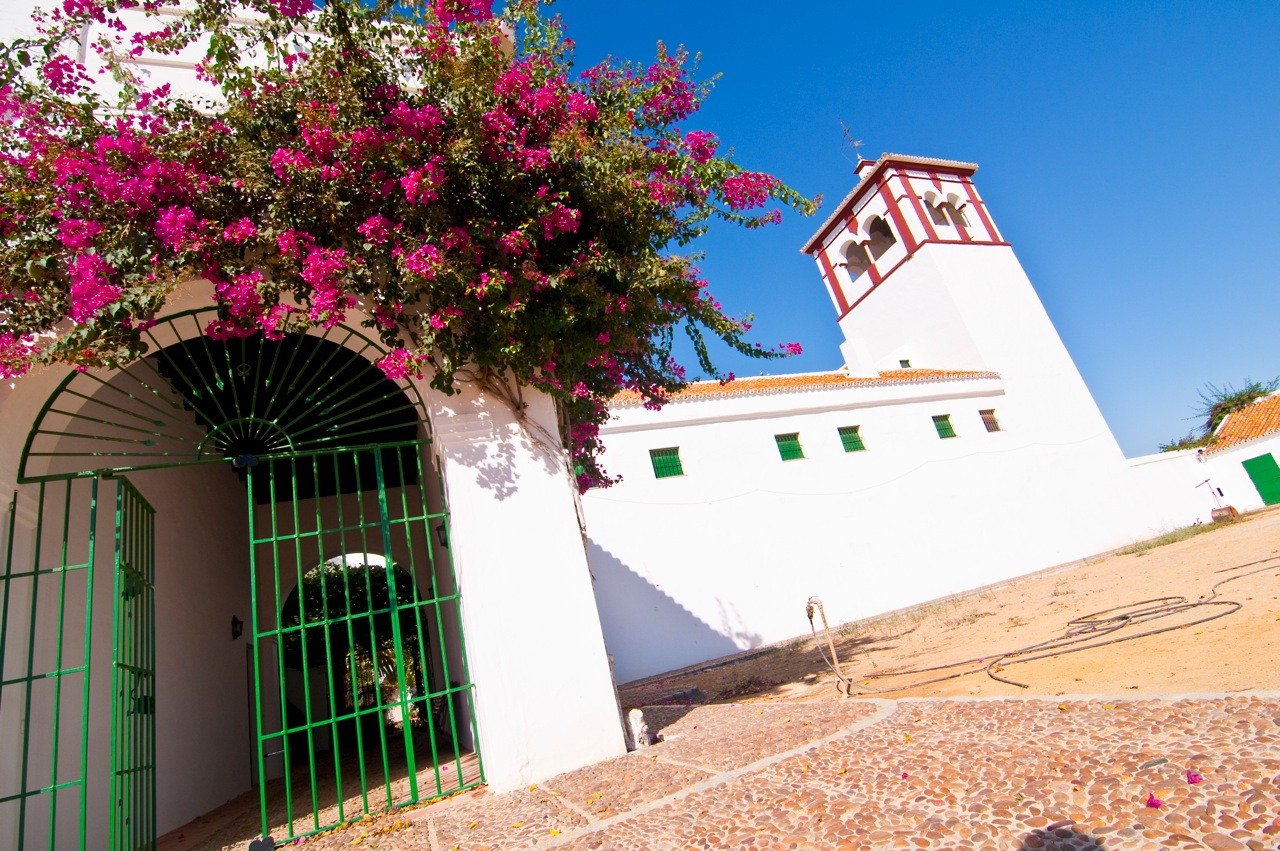
Una de las tres torres de la Hacienda Guzmán.

Hacienda Guzmán es una finca olivarera que data del siglo XVI, cuenta con unas 400 hectáreas de extensión y está situada en la localidad de La Rinconada, en Sevilla (España). Además, es la sede de la Fundación Juan Ramón Guillén, que busca dar a conocer las cualidades que posee el aceite y lograr que el olivar sea declarado Patrimonio de la Humanidad.

## Ubicación y toponimia
La hacienda está situada en el antiguo pago de San Bartolomé del Monte, de ahí que hasta el siglo XVIII, fuera nombrada con el mismo nombre. Ya en este siglo fue conocida además con el nombre de sus propietarios, "Hacienda Fuentes" por D. Pedro de Funes (presbítero) y "Hacienda Guzmán", por D. Diego José de Guzmán, Oidor de la Real Audiencia de Sevilla y I marqués de San Bartolomé del Monte (desde 1761).
El territorio del pago de San Bartolomé del Monte, hoy en día es una zona situada entre la Vega y la comarca de Los Alcores, en una encrucijada de términos municipales de las localidades de La Rinconada, Alcalá de Guadaíra, Carmona, Sevilla y Mairena.
El topónimo que da nombre a esta zona rural, en los siglos XV-XVI fue el de Tarazona, aunque ya en el siglo XVI, al surgir la iglesia o ermita de San Bartolomé del Monte, este segundo nombre fue eclipsando al primero, formándose una curiosa simbiosis y un nuevo topónimo: “San Bartolomé del Monte en Tarazona” o “San Bartolomé del Monte de Tarazona”. 
San Bartolomé del Monte era la zona sur de Tarazona, y con el paso del tiempo el topónimo de Tarazona en sentido estricto, fue quedándose restringido para nombrar la zona norte cercana a la actual A4.

## Historia
La historia de la Hacienda Guzmán evoluciona en sus inicios paralelamente a la aparición del olivo y la posterior expansión del aceite por América, remontándose las primeras referencias a la misma al siglo XVI, comenzando dicha edificación como hacienda propiamente dicha, es decir, como fábrica de aceite.
Propiedad de Hernando Colón (Córdoba, 1488 - Sevilla, 1539), bibliógrafo y afamado cosmógrafo español e hijo de Cristóbal Colón, la arrienda y comienza a enviar aceite a las colonias españolas en el Nuevo Mundo, La Española (actualmente República Dominicana) y Cuba.
Cada una de las torres pertenecientes a la hacienda albergaba un molino de viga, el cual poseía un quintal de piedra de más de 3.000 kilos de peso, lo que suponía hace más de 500 años ser la fábrica de aceite de oliva más grande e importante del mundo.
En las dependencias de la Hacienda Guzmán han pernoctado numerosas personalidades a lo largo de su historia, destacando, entre otros, Carlos III y Fernando VII, los cuales venían de cacería.

## Instalaciones
La hacienda conserva a día de hoy la decoración y el estilo propio que tuvo hace ya unos siglos. Las instalaciones presentan la distribución típica de una hacienda. Cuenta con un amplio patio central con mucha vegetación, una planta superior donde se encuentran las dependencias y una bodega típica andaluza decorada con antiguos carteles taurinos y de fiestas populares. En la parte trasera, posee unos jardines árabes con una alberca tradicional y olivos recién nacidos.
Espacios singulares:
- Olivoteca: Es el mayor museo del olivar al aire libre del mundo.[4] Son más de 140 las diferentes variedades de olivos que lo componen, procedentes de los cinco continentes.[5] Se pueden constatar las diferencias entre las especies de olivos con tipos de hojas, de ramas, de aceitunas: más alargadas, con forma de cuerno, de uva, arrugadas, con pico, de distintos colores… Estos olivos están en un proceso continuo de investigación y estudio.[6]

- Museo de carruajes: Alberga una colección de carruajes de los siglos XVII, XVIII y XIX en la que se pueden apreciar con todo detalle los aparejos e indumentarias propias de cada época.

- La Almazara: Produce aceite de cada uno de los olivos de la olivoteca para estudiar las características organolépticas y químicas de cada uno, con el fin de mejorar su producción y rendimiento.

- La Sala de Cata: En este espacio se muestra el proceso que hay que seguir para probar los distintos tipos de aceite al mismo tiempo que a distinguir las principales variedades. Se analiza su sabor, aroma, color y textura. La cata consiste en percibir y analizar los caracteres organolépticos y, más particularmente, los olfato-gustativos y táctiles del aceite de oliva virgen extra.

- Cuadra de caballos de pura raza: El caballo español siempre ha estado ligado a las labores del campo, siendo fiel aliado del agricultor en su tarea.

## Actividades
La Hacienda Guzmán es actualmente la sede de la Fundación Juan Ramón Guillén, que tiene como objetivo final conseguir que el olivar sea declarado Patrimonio de la Humanidad. Además, la Fundación pretende darle más visibilidad al medio rural y agroalimentario, especialmente al sector olivarero, aumentar la capacitación de los profesionales del sector e impulsar la investigación en este ámbito.